# Arnold Kruiswijk
Arnold Kruiswijk (Groningen, 2 de noviembre de 1984) es un exfutbolista neerlandés que desde la temporada 2014-15 jugó en el Vitesse Arnhem de Países Bajos hasta el término de la temporada 2018-19, cuando puso punto final a su trayectoria deportiva.

## Carrera

### FC Groningen
Kruiswijk creció en Appingedam , y jugó en el juvenil del VV Appingedam. En 1997, formó parte de los equipos juveniles del FC Groningen. Hizo su debut con el primer equipo en el año 2002 en un partido de copa contra el AFC Ajax, en el que se lo puso difícil al delantero Nikos Machlas. El 10 de septiembre de 2006, Kruiswijk, marcó el gol más rápido en propia puerta de la historia de la Eredivisie: en el partido contra el Heracles Almelo, le marcó al portero Bas Roorda a los nueve segundos de partido.
Kruiswijk fue parte de la selección de Jong Oranje durante la victoria del campeonato de Europa de 2006 y 2007. En el primer torneo fue convocado pero no jugó, en cambio, en el 2007 jugó el último partido de la fase de grupos contra Bélgica. En la semifinal contra Inglaterra , entró en la segunda mitad, por el lesionado, Ron Vlaar. Durante la larga tanda de penaltis, tuvo el penalty decisivo, pero Kruiswijk tiro fuera. Durante el 4-1 victoria final contra Serbia en su "propio estadio", el Euroborg del FC Groningen, de nuevo salió titular.

### El RSC Anderlecht, Roda JC y sc Heerenveen
Él tenía un contrato en el FC Groningen, hasta el año 2008. A partir de julio de 2008 salió para el RSC Anderlecht, donde firmó un contrato por cuatro temporadas. Después de la pausa de invernal de la temporada 2009/10 Kruiswijk fue cedido para el FC Roda JC. Las siguientes cuatro temporadas Kruiswijk jugó en el sc Heerenveen, por el que fichó tras ser vendido por el Anderlecht. Después de estas cuatro temporadas, decidió no renovar. En este periodo jugó más de ochenta partidos jugados y siete copas de Holanda.

### Vitesse
En mayo de 2014 Kruiswijk firma un contrato por tres temporadas con el Vitesse; llegó al club libre desde el sc Heerenveen. El 10 de agosto de 2014 hizo su debut en el Vitesse en el partido contra el AFC Ajax (4-1 pérdida). Después de 303 partidos sin marcar en la Eredivise (también) anotó el 10 de marzo de 2017 contra el Sparta de Rotterdam. Ganó con el Vitesse en 2017 de la final de copa con el 2-0 de AZ. Por este resultado, el club ganó por primera vez en su 125 aniversario la copa de la KNVB. Si un equipo gana la copa, de la temporada 2016/17 juega frente al ganador del campeonato nacional juegan la supercopa. El Vitesse jugó la supercopa Johan Cruijff contra los campeones nacionales, el Feyenoord el 5 de agosto de 2017. El partido terminó después de un tiempo regular en un 1-1. El Vitesse perdió tras la tanda de penaltis (4-2), en la que los jugadores del Vitesse, Tim Matavž y Milot Rashica fallaron sus penaltis.

## Estadísticas
| Temporada     | Club          | Competición   | Competición   | Competición | Beker | Beker | Internationaal | Internationaal | Overig | Overig | Totaal | Totaal |   |
| Temporada     | Club          | Competición   | Part.         | Goles       | Part. | Goles | Part.          | Goles          | Part.  | Goles  | Part.  | Goles  |   |
| ------------- | ------------- | ------------- | ------------- | ----------- | ----- | ----- | -------------- | -------------- | ------ | ------ | ------ | ------ | - |
| 2001/02       | FC Groningen  |               | Eredivisie    | 0           | 0     | 1     | 0              | –              | –      | –      | –      | 1      | 0 |
| 2002/03       | FC Groningen  | 19            | Eredivisie    | 0           | 1     | 0     | –              | –              | –      | –      | 20     | 0      |   |
| 2003/04       | FC Groningen  | 28            | Eredivisie    | 0           | 2     | 0     | –              | –              | –      | –      | 30     | 0      |   |
| 2004/05       | FC Groningen  | 25            | Eredivisie    | 0           | 1     | 0     | –              | –              | –      | –      | 26     | 0      |   |
| 2005/06       | FC Groningen  | 22            | Eredivisie    | 0           | 4     | 0     | –              | –              | 0      | 0      | 26     | 0      |   |
| 2006/07       | FC Groningen  | 25            | Eredivisie    | 0           | 1     | 0     | 2              | 0              | 4      | 0      | 32     | 0      |   |
| 2007/08       | FC Groningen  | 30            | Eredivisie    | 0           | 2     | 0     | 2              | 0              | 3      | 0      | 37     | 0      |   |
| Total club    | Total club    | Total club    | Total club    | 149         | 0     | 12    | 0              | 4              | 0      | 7      | 0      | 172    | 0 |
| 2008/09       | Anderlecht    |               | Eerste klasse | 17          | 0     | 1     | 0              | 1              | 0      | –      | –      | 19     | 0 |
| 2009/10       | Anderlecht    | 0             | Eerste klasse | 0           | 2     | 0     | 1              | 0              | 0      | 0      | 3      | 0      |   |
| Total club    | Total club    | Total club    | Total club    | 17          | 0     | 3     | 0              | 2              | 0      | 0      | 0      | 22     | 0 |
| 2009/10       | → Roda JC     |               | Eredivisie    | 17          | 0     | 0     | 0              | –              | –      | 4      | 0      | 21     | 0 |
| Total club    | Total club    | Total club    | Total club    | 17          | 0     | 0     | 0              | 0              | 0      | 4      | 0      | 21     | 0 |
| 2010/11       | sc Heerenveen |               | Eredivisie    | 21          | 0     | 2     | 0              | –              | –      | –      | –      | 23     | 0 |
| 2011/12       | sc Heerenveen | 14            | Eredivisie    | 0           | 2     | 0     | –              | –              | –      | –      | 16     | 0      |   |
| 2012/13       | sc Heerenveen | 19            | Eredivisie    | 0           | 2     | 0     | 2              | 0              | 0      | 0      | 23     | 0      |   |
| 2013/14       | sc Heerenveen | 27            | Eredivisie    | 0           | 1     | 0     | –              | –              | 2      | 0      | 30     | 0      |   |
| Total club    | Total club    | Total club    | Total club    | 81          | 0     | 7     | 0              | 2              | 0      | 2      | 0      | 92     | 0 |
| 2014/15       | Vitesse       |               | Eredivisie    | 16          | 0     | 2     | 0              | –              | –      | 0      | 0      | 18     | 0 |
| 2015/16       | Vitesse       | 22            | Eredivisie    | 0           | 1     | 0     | 0              | 0              | –      | –      | 23     | 0      |   |
| 2016/17       | Vitesse       | 25            | Eredivisie    | 1           | 1     | 0     | –              | –              | 26     | 1      |        |        |   |
| Total club    | Total club    | Total club    | Total club    | 63          | 1     | 4     | 0              | 0              | 0      | 0      | 0      | 68     | 1 |
| Total carrera | Total carrera | Total carrera | Total carrera | 327         | 1     | 26    | 0              | 8              | 0      | 13     | 0      | 365    | 1 |

## Títulos
Selecciones inferiores
- Campeón De Europa

2007
 Vitesse
- Copa KNVB

2017